# Vincenzo Urbani
Vincenzo Urbani (Porto San Giorgio, 27 febbraio 1947) è un allenatore di calcio ed ex calciatore italiano, di ruolo difensore.

## Caratteristiche tecniche

### Giocatore
Poteva giocare sia come terzino che come stopper.

## Carriera

### Giocatore
Dal 1964 al 1970 ha giocato nella Sangiorgese, squadra della sua città natale, con cui ha militato in Prima Categoria (massimo livello regionale) e, per tre stagioni, in Serie D.
Nella stagione 1970-1971 ha giocato 33 partite nella Salernitana, che ha chiuso al secondo posto in classifica il campionato di Serie C. Ha giocato come titolare nella squadra campana anche i successivi quattro campionati di terza serie, nei quali ha ancora a più riprese sfiorato la promozione in Serie B (conquistando un altro secondo posto ed un terzo posto), per complessive 149 partite di campionato più altre 12 in Coppa Italia Semiprofessionisti.
Nella stagione 1975-1976, nella stagione 1976-1977 e nella stagione 1977-1978 ha giocato in Serie C nel Campobasso, società con cui nell'arco di tre anni ha giocato in totale 104 partite in Serie C. Infine, nella stagione 1978-1979 ha totalizzato 20 presenze in Serie D con la Fermana e nella stagione 1979-1980 ha giocato nella Promozione marchigiana con la Sangiorgese, club con cui in quella stessa stagione è anche allenatore.

### Allenatore
Nella stagione 1980-1981 ha allenato il Palermo in Serie B nella ventisettesima giornata del torneo cadetto (una vittoria per 3-1 in casa contro il Milan): dopo essere subentrato a Fernando Veneranda (a cui in precedenza aveva fatto da vice) viene infatti sostituito dopo una gara da Carmelo Di Bella. Nella stagione 1981-1982 torna ad allenare la Sangiorgese, nel frattempo neopromossa nel Campionato Interregionale. Nella stagione 1983-1984 siede sulla panchina del Porto Sant'Elpidio, con cui conquista un secondo posto in classifica nel girone F del Campionato Interregionale 1983-1984, contendendo la promozione alla Fermana fino all'ultima giornata; rimane ai biancazzurri anche nel successivo campionato, in cui conquista un decimo posto in classifica.
Ha allenato in Interregionale anche negli anni seguenti, sulla panchina della Monturanese: qui conquista 2 terzi posti consecutivi nei campionati 1985-1986 e 1986-1987, mentre conclude con un quattordicesimo posto il Campionato Interregionale 1987-1988, con conseguente retrocessione in Promozione, al termine della quale dopo 3 anni lascia il club. Nella stagione 1988-1989 vince un campionato di Promozione con la Fermana, con cui nella stagione 1989-1990 allena per un'ulteriore stagione in Interregionale, concludendo il campionato al settimo posto in classifica. Ha poi proseguito la carriera allenando in altri club marchigiani, tra cui anche una seconda parentesi sulla panchina del Porto Sant'Elpidio.

## Palmarès

### Giocatore

#### Competizioni regionali
- Prima Categoria: 2

Sangiorgese: 1967-1968 (girone B), 1968-1969 (girone B)

### Allenatore

#### Competizioni regionali
- Promozione: 1

Fermana: 1988-1989 (girone B)